# Felipe Delgado
Felipe Enrique Delgado Palma (Vicuña, 23 de septiembre de 1983) es un ex-futbolista chileno, jugaba de defensa.

## Clubes
| Club               | País  | Año         |
| ------------------ | ----- | ----------- |
| Deportes La Serena | Chile | 2004 - 2012 |

- Datos: Q5858164